# Amtsgericht Nebra
Das Amtsgericht Nebra war ein Gericht der ordentlichen Gerichtsbarkeit in Nebra.

## Geschichte
Von 1849 bis 1879 bestand in Nebra die Gerichtskommission Nebra des Kreisgerichtes Naumburg. Im Rahmen der Reichsjustizgesetze wurden reichsweit einheitlich Oberlandes-, Land- und Amtsgerichte gebildet. Das königlich preußische Amtsgericht Nebra wurde mit Wirkung zum 1. Oktober 1879 als eines von 15 Amtsgerichten im Bezirk des Landgerichtes Naumburg im Bezirk des Oberlandesgerichtes Naumburg gebildet. Der Sitz des Gerichtes war die Stadt Nebra. Sein Gerichtsbezirk umfasste aus dem Landkreis Querfurt den Stadtbezirk Nebra, die Amtsbezirke Altenroda und Vitzenburg und den Amtsbezirk Burgscheidungen ohne die Gemeindebezirke Dorndorf und Plößnitz. Am Gericht bestand 1880 eine Richterstelle. Das Amtsgericht war damit ein kleines Amtsgericht im Landgerichtsbezirk.
Nach dem Zweiten Weltkrieg wurden die Länder der SBZ neu zugeschnitten und dabei auch die Zuordnungen der Amtsgerichte angepasst. Das Amtsgericht Nebra kam damit zum Landgericht Halle. Im Jahre 1952 wurden in der DDR die Amtsgerichte aufgehoben und Kreisgerichte gebildet. Nebra kam zum Kreis Nebra, entsprechend entstand das Kreisgericht Nebra im Sprengel des Bezirksgerichtes Halle. Nach dem Zusammenbruch der DDR entstand mit dem Gerichtsorganisationsgesetz von Sachsen-Anhalt das Amtsgericht Nebra neu.
Am 1. Juni 2000 wurde es aufgehoben.